# Vem är rädd för svarte man?
Vem är rädd för svarte man? är en traditionell tysk barnlek. Redan 1796 beskrev Johann Christoph Friedrich GutsMuths spelet i detalj.

## Beskrivning
Lekplatsen är uppdelad i tre fält, ett stort mittfält och två sidofält. Spelarna står på en av de markerade sidofälten, medan svarte man står på den andra sidofältet.
När svarte man ropar: "Vem är rädd för svarte man?" svarar spelarna: "Ingen!" och försöka springa över mittfältet. Svarte man måste försöka fånga spelarna. De spelare som fångats måste nu hjälpa svarte man att fånga de andra.
Den som blir fångad sist vinner.

## Betydelse
Spelet är baserat på legenden om den svarta mannen. Den svarta mannen är ett spöke eller en personifiering av döden (digerdöden). Han är mest känd i Tyskland. · 